# Systematische Theologie
Die systematische Theologie ist ein Teilbereich der Theologie. Ihre Aufgabe ist es, den christlichen Glauben in seinen Voraussetzungen (Fundamentaltheologie), in seinem Glaubensinhalt (Dogmatik) und in seinen Konsequenzen für das menschliche Handeln (Theologische Ethik oder Moraltheologie und christliche Soziallehre) systematisch zu reflektieren.
Dies ist zugleich die Untergliederung der systematischen Theologie in Teildisziplinen, wie sie an katholisch-theologischen Fakultäten üblich ist. In evangelischer Tradition wird eher eine Zweiteilung in die Reflexion von Wort- (Dogmatik) und Tatzeugnissen (Theologische Ethik) des christlichen Glaubens vorgenommen. Die Fundamentaltheologie wird dann als Prolegomenon zur Dogmatik betrachtet.

## Zielsetzung der systematischen Theologie
Die systematische Theologie setzt sich das Ziel, den gemeinsamen Glauben der Christen zu reflektieren und in Worte zu fassen. Dies beruht auf der Überzeugung, dass der Glaube nicht nur eine individuelle Angelegenheit ist, sondern sich in der Gemeinschaft der Kirche vollzieht: Die kirchliche Gemeinschaft formuliert ihren Glauben auch gemeinsam, besonders in den Bekenntnissen. Das jeweilige Bekenntnis hindert aber die einzelnen Christen nicht daran, sondern eher werden sie dazu ermutigt, ihre individuellen Schwerpunkte und Perspektiven zu benennen und in die Gemeinschaft der Kirche einzubringen. Somit geht die systematische Theologie über den Glauben und die Theologie des Einzelnen hinaus.